# Masato Saito
Masato Saito (斉藤 雅人, Saito Masato) est un footballeur japonais né le 1er décembre 1975 à Saitama.